# Maria Lange (Sportlerin)
Maria Lange (1904–1965) war eine polnische Sportlerin der Zwischenkriegszeit. Sie war Leichtathletin, Fechterin, Bogenschützin, Ruderin, Hazenistin, Skifahrerin, Schlittschuhläuferin und Schützin.
Ab 1925 vertrat sie den Verein AZS Poznań mit herausragenden Ergebnissen in Leichtathletik, Fechten und Schießen. Sie war die erste Frau aus Poznań, die Polen in der Leichtathletik vertrat. Bei AZS Poznań war sie auch an Organisations- und Schulungsaktivitäten beteiligt. In den Jahren 1928 bis 1939 und 1945 bis 1950 war sie Dozentin an der Sportschule der Universität Posen. Sie interessierte sich auch für das Tanzen. 1932 wurde sie polnische Meisterin im Florett.
2017 wurde eine Straße in Posen nach ihr benannt (⊙).